# امور قدسی
امور قُدسی (انگلیسی: Sacramentals) در کلیسای کاتولیک و ارتدوکس به برکت‌ها و اعمالی گفته می‌شود که برای تقدیس زندگی و در ارتباط با آیین‌های مقدس (Sacraments) انجام می‌شوند. این اعمال، اگرچه مستقیماً توسط مسیح وضع نشده‌اند، اما ریشه در سنت کلیسایی دارند و به باور مسیحیان، به عنوان راه‌هایی برای نزدیک شدن به خداوند و تقدیس زندگی روزمره مؤمنان به کار می‌روند.
برخی از نمونه‌های امور قدسی عبارت‌اند از:
- استفاده از آب مقدس برای تطهیر و برکت
- برکت دادن به افراد، اشیاء و مکان‌ها (مانند برکت خانه، غذا، یا خودرو)
- تقدیس افراد (مانند راهبه‌ها و راهبان) یا اشیاء (مانند کلیساها، شمایل‌ها و…)
- جن‌گیری (دفع شیطان)

تفاوت اصلی بین آیین‌های مقدس و امور قدسی در این است که آیین‌های مقدس مستقیماً توسط مسیح برای رستگاری ابدی وضع شده‌اند، در حالی که امور قدسی از سنت کلیسایی نشأت می‌گیرند و بیشتر به تقدیس زندگی روزمره و نزدیک شدن به خداوند مربوط می‌شوند.
در کلیسای کاتولیک، تنها مرجع صلاحیت‌دار برای تعیین، تفسیر، لغو یا تغییر امور قدسی، سریر مقدس (پاپ) است.
در باور مسیحیان، امور قدسی به عنوان واسطه‌ای برای انتقال برکت خداوند به زندگی مؤمنان عمل می‌کنند. این اعمال می‌توانند توسط افراد مختلفی مانند اسقف‌ها، کشیشان، شماسان و حتی مؤمنان عادی انجام شوند، البته با توجه به شرایط و محدودیت‌های خاص هر گروه.